# Robert Milligan McLane
Robert Milligan McLane (ur. 23 czerwca 1815 w Wilmington, Delaware, zm. 16 kwietnia 1898 w Paryżu) – amerykański polityk i dyplomata z Maryland, członek Partii Demokratycznej. Dwukrotnie, najpierw w latach 1847–1851 i ponownie w latach 1879–1883 reprezentował stan Maryland w Izbie Reprezentantów Stanów Zjednoczonych. W latach 1884–1885 piastował stanowisko gubernatora stanu Maryland. Jako dyplomata pracował w amerykańskich placówkach dyplomatycznych w Chinach, Meksyku i Francji. Został pochowany na cmentarzu w Baltimore, Maryland.
Jego synem był Louis McLane, również polityk.